# 长庆桥站
长庆桥站，位于中华人民共和国甘肃省庆阳市宁县长庆桥镇，是西平铁路上的火车站，于2015年4月9日启用营运、2015年4月20日开通客运业务，兰州铁路局管辖。

## 車站周邊
- 青兰高速公路
- 福银高速公路
- 长庆桥镇政府

## 歷史
- 2015年4月9日通车启用。[1][2]
- 2015年4月20日开通客运业务。[3]

## 外部連結
- 中国铁路客户服务中心 （页面存档备份，存于）